# Probatio
Probatio är den tredje delen i Quintilianus dispositionsmodell av tal. Ordet kommer från latinet probōtiō, som betyder "att bevisa", och används inom retoriken för att beskriva den del av tal där talaren presenterar sina argument och bevis.

## Historia
Begreppet probatio har varit en central del av retoriken och finner sina rötter i den klassiska retoriken som utvecklades under antikens Grekland. I den tolv volymers långa lärobok Institutio Oratoria, färdigställd omkring 95 e.Kr., vidareutvecklar Quintilianus begreppet i sin dispositionsmodell. Denna struktur bygger på den tidigare klassiska åttadelade dispositionsmodellen som återfinns i Ad Herennium, men som istället reducerades till fem delar: exordium, narratio, probatio och peroratio. Där de resterande tre delar fick bli underkategorier i strukturen. 
Vissa av benämningarna är densamma som i den tidigare modellen, medan andra har fått nya namn, exempelvis probatio, som motsvarar argumentatio i den klassiska modellen. Quintilianus betraktade probatio som den mest väsentliga delen av talet, och menade att resterande delar av strukturen kunde förflyttas eller till och med plockas bort beroende på talets syfte och kontext. Denna tanke diskuteras ingående i böckerna 4-7 av Institutio Oratoria, där han förklarar att logisk argumentation och bevisföring, som probatio innefattar, lägger grunden för övertygande. 

## Användning
Quintilianus nämner i sitt verk att i probatio bör talaren undervisa eller instruera sin mottagare (docere) genom argumentation. Målet är således att få talaren att förstå talets ståndpunkt genom att anpassa sina argument till mottagarens allmänna uppfattning och kritiska omdöme. Talaren ska även använda sig av logiska resonemang (ratiocinatio) som kan ta form av exempelvis retoriska frågor där mottagaren accepterar en synpunkt som denne annars skulle avfärdat. 
Talaren ska också förhålla sig till de tre retoriska övertygelsemedlen som anpassas efter publiken i sin probatio: 
- Ethos (trovärdighetsargument),
- Pathos (känsloargument)
- Logos (sakargument)

I och med att den rekommenderade mängden argument i probatio oftast är tre, kan varsitt övertygelsemedel bygga varsitt argument. 
Vidare menar Quintilianus att argumentationen ska börja och avslutas med de starkaste argumenten och placera de svagare i mitten, eftersom publikens uppmärksamhet tenderar att avta vid denna del av talet. 